# Salmo ohridanus
Il carpione del lago di Ocrida (Salmo ohridanus) è un pesce appartenente alla famiglia Salmonidae endemico dell'omonimo lago.

## Distribuzione ed habitat
La specie, come già detto, è endemica del lago di Ocrida, posto al confine tra Albania e Macedonia del Nord, nella penisola balcanica occidentale.

Si ritrova, eccetto che nel periodo della riproduzione, in acque profonde tra 40 e 60 m, lontano dalle coste, dove ha abitudini di tipo pelagico.

## Descrizione
È molto simile alle altre trote lacustri del genere Salmo ma presenta occhi molto grandi (coerentemente al suo habitat profondo), bocca più piccola (data la sua dieta a base di plancton) e pinna caudale profondamente forcuta.

La livrea è argentata, con piccole macchiette nere.

## Riproduzione
Avviene tra dicembre e febbraio nelle acque costiere.

## Alimentazione
Si ciba soprattutto di plancton ma, soprattutto nel periodo della riproduzione, non disdegna piccoli invertebrati bentonici.

## Conservazione
La specie è stata sull'orlo dell'estinzione a causa della pesca eccessiva, adesso, anche grazie all'allevamento che viene fatto sia per scopi alimentari che per ripopolamento, è abbondante nel lago.
Altre minacce sono costituite dall'ibridazione con l'altra trota che popola il lago, Salmo letnica, incrocio effettuato negli allevamenti per molti anni.

## Nota tassonomica
È stata a lungo considerata una sottospecie della trota illirica (Salmo obtusirostris). Spesso viene, assieme alla trota illirica, ascritto al genere Salmothymus o al genere monotipico Acantholingua, oggi entrambi caduti in sinonimia con Salmo.